# 皮德希爾內 (多夫然斯克區)
48°23′29″N 39°53′19″E / 48.39139°N 39.88861°E
皮德希爾内（烏克蘭語：Підгірне）是位於烏克蘭東部的村莊，由盧甘斯克州多夫然斯克區的索羅基內市鎮負責管轄。該村始建於1957年，面積1.7平方公里，海拔高度32米，2001年人口107，人口密度每平方公里62.9人。